# Freestyle ai XXIV Giochi olimpici invernali - Halfpipe femminile
La gara di halfpipe femminile di freestyle dei XXIII Giochi olimpici invernali di Pechino si è svolta tra il 17 e il 18 febbraio 2022 al Genting Snow Park di Zhangjiakou.
La cinese Gu Ailing ha vinto la medaglia d'oro, davanti alle due canadesi Cassie Sharpe e Rachael Karker.
La detentrice uscente del titolo era la stessa Sharpe, che si era imposta nella precedente edizione davanti alla francese Marie Martinod e alla statunitense Brita Sigourney.

## Risultati

### Qualificazione
| Pos. | Bib | Ordine | Nome               | Nazione       | Run 1 | Run 2 | Punteggio migliore | Note |
| ---- | --- | ------ | ------------------ | ------------- | ----- | ----- | ------------------ | ---- |
| 1    | 1   | 3      | Gu Ailing          | Cina          | 93.75 | 95.50 | 95.50              | Q    |
| 2    | 3   | 2      | Rachael Karker     | Canada        | 88.50 | 89.50 | 89.50              | Q    |
| 3    | 8   | 9      | Kelly Sildaru      | Estonia       | 87.50 | DNS   | 87.50              | Q    |
| 4    | 2   | 5      | Zoe Atkin          | Regno Unito   | 85.25 | 86.75 | 86.75              | Q    |
| 5    | 6   | 15     | Zhang Kexin        | Cina          | 77.50 | 86.50 | 86.50              | Q    |
| 6    | 4   | 4      | Cassie Sharpe      | Canada        | 86.25 | 79.00 | 86.25              | Q    |
| 7    | 9   | 16     | Li Fanghui         | Cina          | 84.75 | 19.25 | 84.75              | Q    |
| 8    | 7   | 8      | Brita Sigourney    | Stati Uniti   | 80.50 | 84.50 | 84.50              | Q    |
| 9    | 5   | 1      | Hanna Faulhaber    | Stati Uniti   | 84.25 | 82.00 | 84.25              | Q    |
| 10   | 12  | 17     | Carly Margulies    | Stati Uniti   | 79.00 | 82.25 | 82.25              | Q    |
| 11   | 15  | 13     | Amy Fraser         | Canada        | 75.25 | 75.75 | 75.75              | Q    |
| 12   | 13  | 20     | Sabrina Cakmakli   | Germania      | 71.50 | 36.50 | 71.50              | Q    |
| 13   | 10  | 18     | Devin Logan        | Stati Uniti   | 71.00 | 62.00 | 71.00              |      |
| 14   | 17  | 7      | Alexandra Glazkova | ROC           | 67.00 | 69.25 | 69.25              |      |
| 15   | 14  | 19     | Saori Suzuki       | Giappone      | 68.75 | 66.25 | 68.75              |      |
| 16   | 16  | 6      | Wu Meng            | Cina          | 12.50 | 67.75 | 67.75              |      |
| 17   | 20  | 10     | Kim Da-eun         | Corea del Sud | 44.50 | 45.50 | 45.50              |      |
| 18   | 18  | 14     | Chloe McMillan     | Nuova Zelanda | 41.75 | 43.50 | 43.50              |      |
| 19   | 21  | 12     | Anja Barugh        | Nuova Zelanda | 38.50 | 12.25 | 38.50              |      |
| 20   | 11  | 11     | Jang Yu-jin        | Corea del Sud | 3.75  | 4.25  | 4.25               |      |

### Finale
| Pos.   | Bib | Ordine | Nome             | Nazione     | Run 1 | Run 2 | Run 3 | Punteggio migliore |
| ------ | --- | ------ | ---------------- | ----------- | ----- | ----- | ----- | ------------------ |
| Oro    | 1   | 12     | Gu Ailing        | Cina        | 93.25 | 95.25 | 30.00 | 95.25              |
| Oro    | 4   | 7      | Cassie Sharpe    | Canada      | 89.00 | 90.00 | 90.75 | 90.75              |
| Bronzo | 3   | 11     | Rachael Karker   | Canada      | 87.75 | 85.25 | 38.00 | 87.75              |
| 4      | 8   | 10     | Kelly Sildaru    | Estonia     | 80.25 | 87.00 | 85.00 | 87.00              |
| 5      | 9   | 6      | Li Fanghui       | Cina        | 81.75 | 86.50 | 16.75 | 86.50              |
| 6      | 5   | 4      | Hanna Faulhaber  | Stati Uniti | 85.25 | 84.50 | 19.00 | 85.25              |
| 7      | 6   | 8      | Zhang Kexin      | Cina        | 78.75 | 25.75 | 3.25  | 78.75              |
| 8      | 15  | 2      | Amy Fraser       | Canada      | 75.25 | 35.75 | 11.00 | 75.25              |
| 9      | 2   | 9      | Zoe Atkin        | Regno Unito | 18.75 | 10.75 | 73.25 | 73.25              |
| 10     | 7   | 5      | Brita Sigourney  | Stati Uniti | 70.75 | 60.00 | 12.25 | 70.75              |
| 11     | 12  | 3      | Carly Margulies  | Stati Uniti | 24.75 | 1.75  | 61.00 | 61.00              |
| 12     | 13  | 1      | Sabrina Cakmakli | Germania    | 40.00 | 54.00 | 42.75 | 54.00              |